# Филаретов, Алексей Николаевич
Алексей Николаевич Филаретов — первый директор (1947—1949, 1949—1950) ОАО «Газпром нефтехим Салават», заслуженный нефтяник БАССР  (1965).

## Биография
Филаретов Алексей Николаевич родился в 11 декабря 1905 года в городе Бежецке Тверской губернии.
В 1924 году окончил техникум. До 1926 года работал в объединении «Грознефть».  В 1931 году без отрыва от производства он окончил Днепропетровский химико-технологический институт.
С 1933 года работал на коксохимическом заводе в Донбассе, в Харьковском углехимическом институте, на Харьковском заводе гидрогенизации. В 1941 году вместе с заводом в должности директора был эвакуирован в Кемерово, где руководил восстановлением и пуском завода.
Летом 1947 года он был назначен на должность директора строящегося комбината № 18. В 1947 году, работая на комбинате, Филаретов выезжал с комиссией в Башкирию для выбора площадки для строительства в Салавате. Комиссией была выбрана площадка в Стерлитамакском районе к югу от разъезда № 8 дороги Стерлитамак — Ишимбай на расстоянии три километра. Площадка под строительство города для расселения рабочих и служащих комбината выбрана на расстоянии 6 километров к югу от того же разъезда № 8, вдоль запроектированной к строительству линии железной дороги разъезд № 8 — Ермолаевка (в районе деревень Малый Аллагуват и Малое Мусино).
Филаретов Алексей Николаевич был назначен директором комбината № 18 в 1947 году, когда предприятие формировалось в городе Черногорске. На комбинат № 18 в большом количестве поступало оборудование из Германии. Но комбинат в Черногорске не строили и размещать оборудование было негде. Решено было все перебазировать в Башкирию поближе к источникам сырья.
Директору комбината Филаретову в срок до 1 апреля 1948 года было поручено произвести изъятие колхозных земель, попадающих под размещение комбината № 18 и города и представить их СМ БАССР.
Первое месторасположение дирекции комбината было в городе Ишимбае.
В 1948 году Филаретов вместе с семьей переезжает в ишимбайский посёлок, будущий город Салават.
C августа 1949 г. -  гл. инженер дирекции строящегося комбината № 18, c февраля 1951 года - и. о. гл. инженера — зам. начальника Управления строящегося Комбината № 18, c октября 1951 год - гл. инженер — зам. директора Завода гидрирования, c 1954 секретарь комитета КПСС Комбината №18, c 1958 года -  зам. гл. инженера по нефтехимии, c 1960 года - гл. инженер по капитальному строительству Управления капитального строительства, c 1962 года — Дирекции строительства, c 1969 года - зам. начальника планово-сметного отдела Дирекции строительства, c 1971 года  — Управления капитального строительства комбината.
...«Да, город (Салават) состоялся... и даже лучше, чем мечталось. И я остался в нём навсегда»
Позже он работал секретарем парткома комбината.
В сжатые сроки руководство комбината во главе в Филаретовым решило ряд крупных задач: укомплектование стройки рабочей силой, обеспечение людей жильем, развернуло инфраструктуру (проложили дороги, линии связи и электропередач и другое), создали предприятия стройиндустрии, подготовили условия для приёма технологического оборудования из Хакасии и, частью, непосредственно из Германии.
Семья: супруга, Мария Зиновьевна Кагнер (1911-1996), руководила лабораторией химических анализов комбината, а дочь, Татьяна Романова (1939 г. р.), кандидат химических наук, работала на опытном заводе комбината (1956-1983). Общий стаж работы семьи Филаретова на комбинате — более 60 лет.
Филаретов Алексей Николаевич скончался 11 августа 1975 года. Похоронен в Салавате на старом кладбище.

## Награды
Ордена Трудового Красного Знамени (1971, Знак Почета (1965)
Медали "За доблестный труд", "За трудовую доблесть" (1963), "За освоение целинных земель" (1957), В ознаменование 100-летия со дня рождения В. И. Ленина (1970).

## Память
Именем Филаретова Алексея Николаевича названа улица в п. Спутник-Юлдашево у г. Салавата.